# Selenops juxtlahuaca
Selenops juxtlahuaca is een spinnensoort in de taxonomische indeling van de Selenopidae.
Het dier komt voor in Mexico.
Het dier behoort tot het geslacht Selenops. De wetenschappelijke naam van de soort werd voor het eerst geldig gepubliceerd in 2007 door Valdez-Mondragón.